# George F. Sternberg
George Fryer Sternberg (1883–1969) foi um paleontólogo mais conhecido por sua descoberta no condado de Gove, Kansas, do "peixe dentro do peixe" de Xiphactinus audax com um Gillicus arcuatus recentemente comido em seu estômago. Sternberg nasceu em Lawrence, Kansas, e começou a liderar expedições de caça a fósseis no início do século XX. Tornou-se paleontólogo de campo e curador do museu de história natural da Fort Hays State University em Hays, Kansas, em 1927.
George F. Sternberg era filho de Charles Hazelius Sternberg e sobrinho do Brigadeiro General George M. Sternberg (1838–1915). O Museu Sternberg de História Natural da Fort Hays State University em Hays, Kansas, recebeu esse nome por seu trabalho e contribuições à paleontologia. O sobrenome também homenageia a família Sternberg caçadora de fósseis, incluindo seu pai, Charles Hazelius Sternberg (1850–1943), e seu irmão Charles Mortram Sternberg (1885–1981).

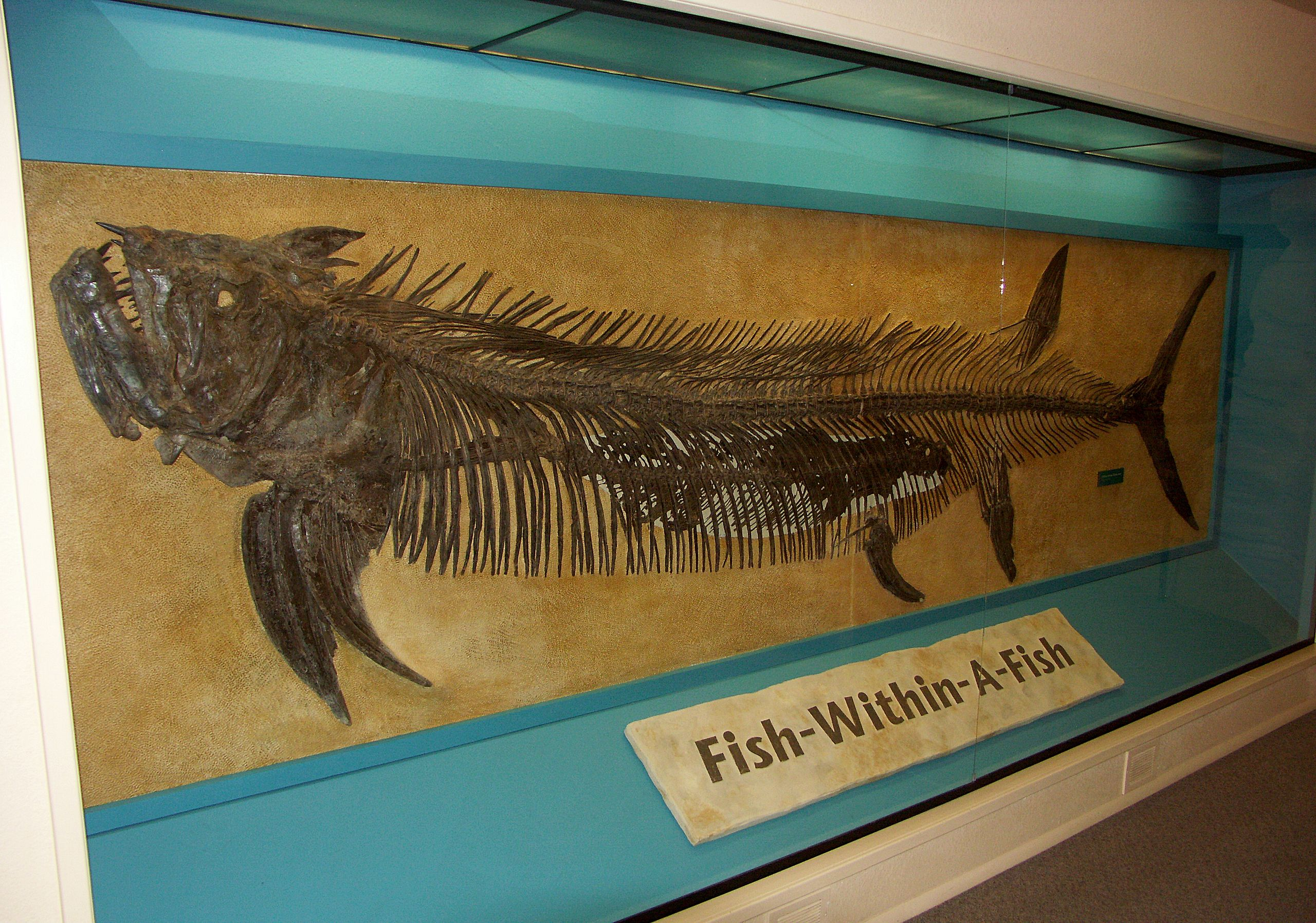
Gillicus arcuatus dentro do estômago de Xiphactinus audax, o fóssil mais famoso encontrado por George F. Sternberg.

Sternberg formou um relacionamento de mentor com Marion Charles Bonner de Leoti, Kansas, e por meio desse relacionamento adquiriu muitos fósseis do giz do Cretáceo Niobrara para as exposições e arquivos do museu. O espécime mais notável que Bonner doou e Sternberg preparou para exibição foi um Dolichorhynchops osbornii quase completo em 1956.
Sternberg aposentou-se do museu em 1961. Ele morreu em 23 de outubro de 1969.